# Municipio de Banner (condado de Jackson)
El municipio de Banner (en inglés: Banner Township) es un municipio ubicado en el condado de Jackson en el estado estadounidense de Kansas. En el año 2010 tenía una población de 328 habitantes y una densidad poblacional de 3,51 personas por km².

## Geografía
El municipio de Banner se encuentra ubicado en las coordenadas 39°25′50″N 95°50′23″O / 39.43056, -95.83972. Según la Oficina del Censo de los Estados Unidos, el municipio tiene una superficie total de 93.36 km², de la cual 92,77 km² corresponden a tierra firme y (0,63 %) 0,59 km² es agua.

## Demografía
Según el censo de 2010, había 328 personas residiendo en el municipio de Banner. La densidad de población era de 3,51 hab./km². De los 328 habitantes, el municipio de Banner estaba compuesto por el 83,54 % blancos, el 0,61 % eran afroamericanos, el 9,15 % eran amerindios, el 0,3 % eran asiáticos y el 6,4 % eran de una mezcla de razas. Del total de la población el 0,61 % eran hispanos o latinos de cualquier raza.